# Голубев, Алефтин Леонидович
Алефти́н (Оле́г) Леони́дович Го́лубев (17 февраля 1935 — 28 июля 2021) — советский и российский тренер по лёгкой атлетике. С 1961 года работал тренером в различных спортивных организациях Ленинграда (Санкт-Петербурга), в обществах «Локомотив» и «Динамо», ДЮСШ Ждановского района, СДЮШОР «Орлёнок», национальной сборной КНДР. Личный тренер ряда титулованных легкоатлетов, в том числе С. Смирнова, С. Донских и др. Заслуженный тренер России (1997). Старший преподаватель, доцент БГТУ «Военмех» им. Д. Ф. Устинова.

## Биография
Алефтин Голубев родился 17 февраля 1935 года. Учился в Ленинграде, в 1959 году окончил Государственный институт физической культуры имени П. Ф. Лесгафта.
В период 1961—1964 годов работал тренером по лёгкой атлетике в ленинградском городском совете добровольного спортивного общества «Локомотив». В 1964—1970 годах — тренер Детско-юношеской спортивной школы Ждановского района Ленинграда. В 1970—1991 годах — тренер по лёгкой атлетике в ленинградском городском совете физкультурно-спортивного общества «Динамо». Член тренерского совета сборной команды СССР по лёгкой атлетике (1978—1985).
С 1991 года работал тренером в Специализированной детско-юношеской школе олимпийского резерва «Орлёнок» Адмиралтейского района Санкт-Петербурга, занимал должности старшего преподавателя и доцента в Ленинградском военно-механическом институте (Балтийском государственном техническом университете «Военмех»).
В 1993—1994 годах тренировал сборную КНДР по лёгкой атлетике, в 1999—2000 годах — сборную Шанхая.
Подготовил ряд титулованных спортсменов, добившихся больших успехов на всесоюзном и всероссийском уровне. В частности, среди его воспитанников Сергей Смирнов, Сергей Донских, Андрей Харабарин, Сергей Усанов и др.
За выдающиеся достижения на тренерском поприще удостоен почётного звания «Заслуженный тренер России» (1997).
Умер 28 июля 2021 года в возрасте 86 лет.